# Масакр на Псари
Уништавање Псарe, Масакр на Псари или Холокауст на Псари је догађај у коме су Турци Османлије дословно избрисалe целокупно цивилно становништво на грчком острву Псара 5. јула 1824. године. Популација Псаре пре масакра је била око 7.000.
У одбрани Псаре су јуначки изгинули и неки Срби из Боке которске. На југу острва, манастир Свети Никола је претворен у тврђаву у који су хришћани поставили 24 топа. Раде из Грбља је са својим људима бранио ову тврђаву. Првог јула турски бродови су опколили острво. Североисток острва је бранио Коста Арбанас који се продао Турцима. Раде је одлучио да остави пример јунацима и част свом отачаству. Отворио је врата тврђаве да изађе ко жели, а сам је одлучио да ће запалити барутану када Турци навале. Сви су одлучили да ту погину. Експлозија је потресла цијело оство, а поред страдалих хришћана, било је и око 2000 Турака који су животе изгубили под зидинама манастира-тврђаве.